# فرودگاه نیروی هوایی سلطنتی گایلن‌کیرشن
فرودگاه نیروی هوایی سلطنتی گایلن‌کیرشن (به آلمانی: RAF Geilenkirchen) یک فرودگاه ایستگاه پروازی است. این فرودگاه در کشور آلمان قرار دارد.